# حريق بوتليغ
حريق بوتليغ سمي على اسم بوتليغ سبرينغ القريب من الحرائق، وهو حريق هائل كبير بدأ بالقرب من بيتي، أوريغون في 6 يوليو 2021. اعتبارًا من 30 يوليو 2021 أُحرق 413،545 فدانًا (167356 هكتارًا، 1674 كم 2: 646 ميل مربع) وتم احتواؤه بنسبة 53 ٪ و من المتوقع أن ينتهي في الأول من أكتوبر 2021. هو ثالث أكبر حريق في تاريخ ولاية أوريغون منذ عام 1900. في أسرع نمو للحريق في منتصف يوليو، نما بنحو 1000 فدان (400 هكتار) في الساعة، وأصبح أكبر حرائق غابات في الولايات المتحدة في موسم حرائق الغابات لعام 2021 حتى الآن.